# Dick Elliott

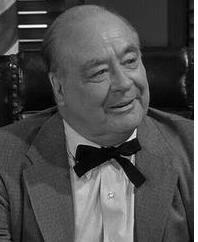
Dick Elliott

Richard „Dick“ Damon Elliott (* 30. April 1886 in Boston, Massachusetts; † 22. Dezember 1961 in Los Angeles, Kalifornien) war ein US-amerikanischer Schauspieler mit über 370 Film- und Fernsehauftritten zwischen 1933 und 1963.

## Leben
Dick Elliott begann seine Schauspielkarriere beim Theater – unter anderem regelmäßig am Broadway – und hatte dort fast 30 Jahre Erfahrung gesammelt, als er Anfang der 1930er-Jahre ins Filmgeschäft nach Hollywood gelangte. In seinem ersten Film Central Airport (1933) spielte der relativ kleine, korpulente Charakterdarsteller einen Mann auf der Suche nach einem Taxi. Ähnliche kleine Rollen in über 240 Filmen  – darunter einige Klassiker wie Zwölf Uhr mittags – bis zu seinem Tod folgten, womit er zwar ein vielbeschäftigter Darsteller war, allerdings der breiten Öffentlichkeit trotz seiner vielen Rollen nahezu unbekannt war. Häufig verkörperte Elliott etwas aufdringliche und wichtigtuerische Bürgermeister, Amtsrichter, Wirte, Ladenbesitzer und Reporter. Zu dem markantesten Markenzeichen von Elliott wurde sein auffallend hohes Lachen.
Unter Regie von Frank Capra spielte er einen Parteibüro-Mitarbeiter in Mr. Smith geht nach Washington sowie den dicken Mann auf der Gartenbank in Ist das Leben nicht schön?, welcher James Stewart den Ratschlag gibt, Donna Reeds Figur zu küssen.
In Filmen bis auf wenige Ausnahmen meistens nur in kleineren Rollen eingesetzt, konnte sich Elliott mit Beginn des Fernsehens profilieren. Er spielte während der 1950er-Jahre über 100 Gastrollen in verschiedenen US-amerikanischen Fernsehserien dieser Zeit, darunter in The Real McCoys und The Adventures of Superman. In verschiedenen Fernsehserien war er regelmäßig als Weihnachtsmann zu sehen. Elliott arbeitete bis zu seinem Tod als Schauspieler, zuletzt hatte er eine wiederkehrende Rolle als Bürgermeister McPike in der Andy Griffith Show.
1961 verstarb er mit 75 Jahren eines natürlichen Todes. Er wurde im Forest Lawn Memorial Park in Glendale beigesetzt. Er war verheiratet mit Ora Esther Claud (1885–1949), sie hatten vermutlich einen Sohn.

## Filmografie (Auswahl)
- 1933: Central Airport
- 1933: Der Mann mit der Kamera (Picture Snatcher)
- 1935: Die öffentliche Meinung (Reckless)
- 1935: Annie Oakley
- 1936: Der Gefangene der Haifischinsel (The Prisoner of Shark Island)
- 1936: Eine Prinzessin für Amerika (The Princess Comes Across)
- 1936: Auf in den Westen (Go West, Young Man)
- 1937: Gehetzt (You Only Live Once)
- 1937: Geächtet (Outcast)
- 1937: Für Sie, Madame … (Vogues of 1938)
- 1937: Jeder Tag ein Feiertag (Every Day’s a Holiday)
- 1938: Mr. Moto und der Wettbetrug (Mr. Moto’s Gamble)
- 1938: Under Western Stars
- 1938: Little Miss Broadway
- 1938: Schnelle Fäuste (The Crowd Roars)
- 1938: Next Time I Marry
- 1939: The Lone Wolf Spy Hunt
- 1939: The Story of Vernon and Irene Castle
- 1939: Laßt uns leben (Let Us Live)
- 1939: Liebe und Leben des Telefonbauers A. Bell (The Story of Alexander Graham Bell)
- 1939: Dünner Mann, 3. Fall (Another Thin Man)
- 1939: Mr. Smith geht nach Washington (Mr. Smith Goes to Washington)
- 1940: Abe Lincoln in Illinois
- 1940: Tödlicher Sturm (The Mortal Storm)
- 1940: Liebling, du hast dich verändert (I Love You Again)
- 1940: Behind the News
- 1941: Seitenstraße (Back Street)
- 1941: Von Stadt zu Stadt (The Wagons Roll at Night)
- 1941: Herzen in Flammen (Manpower)
- 1941: Mit einem Fuß im Himmel (One Foot in Heaven)
- 1942: Agenten der Nacht (All Through the Night)
- 1942: We Were Dancing
- 1942: Geliebte Spionin (My Favorite Blonde)
- 1943: Thank Your Lucky Stars
- 1944: Die Abenteuer Mark Twains (The Adventures of Mark Twain)
- 1944: Heirate niemals einen Fremden (When Strangers Marry)
- 1944: An American Romance
- 1945: The Man Who Walked Alone
- 1945: Urlaub für die Liebe (The Clock)
- 1945: Jagd auf Dillinger (Dillinger)
- 1945: Weihnachten nach Maß (Christmas in Connecticut)
- 1945: Star in the Night (Kurzfilm)
- 1945: Spiel mit dem Schicksal (Saratoga Trunk)
- 1945: Mann ohne Herz (Adventure)
- 1946: Banditen ohne Maske (Abilene Town)
- 1946: Der Held des Tages (The Kid from Brooklyn)
- 1946: Blondie’s Lucky Day
- 1946: Blonder Lockvogel (Decoy)
- 1946: Charlie Chan – Gefährliches Geld (Dangerous Money)
- 1946: Ist das Leben nicht schön? (It’s a Wonderful Life)
- 1947: In der Klemme (Desperate)
- 1947: Der Colt sitzt locker (Thunder Mountain)
- 1947: Brennende Grenze (The Fabulous Texan)
- 1947: Fremde Stadt (Magic Town)
- 1947: Singapur (Singapore)
- 1948: Der Rächer der Todesschlucht (Albuquerque)
- 1948: Der Herr der Silberminen (Silver River)
- 1948: Abenteuer im Wilden Westen (The Dude Goes West)
- 1948: Das ist also New York (So This Is New York)
- 1948: Ein Pferd namens October (The Return of October)
- 1948: Sein Engel mit den zwei Pistolen (The Paleface)
- 1948: Akt der Gewalt (Act of Violence)
- 1948: Gier nach Geld (Money Madness)
- 1949: Skandal im Sportpalast (Joe Palooka in the Big Fight)
- 1949: Die Straße der Erfolgreichen (Flamingo Road)
- 1949: Cisco, der Banditenschreck (The Gay Amigo)
- 1950: Gefährliche Leidenschaft (Gun Crazy)
- 1950: Jack der Killer (Western Pacific Agent)
- 1950: Mississippi-Express (Rock Island Trail)
- 1950: Liebesrausch auf Capri (September Affair)
- 1950: Menschen ohne Seele (Union Station)
- 1950–1951: Dick Tracy (Fernsehserie, 11 Folge)
- 1951: Keine Gnade für Jonny T. (Fort Defiance)
- 1952: Engel der Gejagten (Rancho Notorious)
- 1952: Zwölf Uhr mittags (High Noon)
- 1952: Die Stadt der tausend Gefahren (The Atomic City)
- 1952: Park Row
- 1952: Androkles und der Löwe (Androcles and the Lion)
- 1952: Die Schönste von Montana (Montana Belle)
- 1953/1955: The Lone Ranger (Fernsehserie, 2 Folgen)
- 1953–1959: The Red Skelton Show (Fernsehserie, 13 Folgen)
- 1954: Zeugin des Mordes (Witness to Murder)
- 1954/1956: I Love Lucy (Fernsehserie, 2 Folgen)
- 1955: Captain Midnight (Fernsehserie, Folge 1x25)
- 1955: Der Sheriff von Lincoln City (Last of the Desperados)
- 1955/1957: Die Texas Rangers (Tales of the Texas Rangers, Fernsehserie, 2 Folgen)
- 1955/1959: Im Wilden Westen (Death Valley Days, Fernsehserie, 2 Folgen)
- 1956: Viva Las Vegas (Meet Me in Las Vegas)
- 1956: Außer Rand und Band 2. Teil (Don’t Knock the Rock)
- 1957: Durango Kid, der Rächer (Duel at Apache Wells)
- 1957: Sturm über Persien (Omar Khayyam)
- 1957: Schicksalsmelodie (The Joker Is Wild)
- 1957: Bomber B-52 (Bombers B-52)
- 1958: Männer, die in Stiefeln sterben (Man from God’s Country)
- 1958: Der Mann aus dem Westen (Man of the West)
- 1958: Sugarfoot (Fernsehserie, 2 Folgen)
- 1959/1960: Maverick (Fernsehserie, 2 Folgen)
- 1959–1961: Tausend Meilen Staub (Rawhide, Fernsehserie, 3 Folgen)
- 1959–1961: The Real McCoys (Fernsehserie, 3 Folgen)
- 1960: Westlich von Santa Fé (The Rifleman, Fernsehserie, Folge 2x15)
- 1960–1962: The Andy Griffith Show (Fernsehserie, 11 Folgen)
- 1961–1962: Am Fuß der blauen Berge (Laramie, Fernsehserie, 3 Folgen)
- 1963: Gefährliche Geschäfte (The Third Man, Fernsehserie, Folge 4x14)